# Old Swing-Master Records
Old Swing-Master Records est une label discographique indépendant américain de blues et de rhythm and blues, anciennement basé à Chicago, dans l'Illinois, actif entre 1949 et 1950.

## Histoire
La création de Old Swing-Master (abrégé dans les journaux spécialisés - et peut-être sur certains labels - en Swing-Master ou Swingmaster) est rapportée dans le magazine Billboard le 29 janvier 1949,. Le principal instigateur de ce label est Egmont Sonderling. Né en Allemagne le 27 février 1906, Sonderling arrive aux États-Unis en 1923. Il entame une carrière dans la radiodiffusion en tant qu'annonceur radio.
Old Swing-Master Records est fondé en 1949 à Chicago par Al Benson (pseudonyme d'Arthur Leaner), un DJ local, et Egmont Sonderling. Cette même année, le label lance l'opération Old Swing-Master, qui fait la polémique dès ses débuts. Le 26 mars 1949, le Billboard, dans un article de Johnny Sippel intitulé Chi Dealers Tackle Problems, rapporte la formation d'une organisation commerciale de magasins de disques afro-américains et le conflit qui l'oppose à Al Benson.
La particularité d'Old Swing-Master est de n'avoir quasiment pas produit de morceaux originaux. Les productions du label sont issues de masters récupérés de labels chicagoans ayant fait faillite peu de temps avant, notamment de Vitacoustic et de Rhumboogie. 
Lorsque Sonderling vend son usine de pressage en 1950, il n'a plus les moyens de sortir ses propres faces, à moins de payer quelqu'un d'autre, et c'est ainsi que Old Swing Master ferme ses portes après un peu plus d'un an d'activité. Après la fin d'Old Swing-Master, Al Benson crée le label Parrot et sa filiale Blue Lake.

## Artistes
Les principaux artistes du label sont : Kitty Stevenson, T-Bone Walker, Howard McGhee, Jimmy McCracklin, Memphis Slim, et Jimmy McPartland.